# Franz Gruber (Politiker, 1877)
Franz Gruber (* 23. Dezember 1877 in Alzey; † 18. Juni 1937 in Bad Kreuznach) war ein hessischer Politiker (SPD) und ehemaliger Abgeordneter des Landtags des Volksstaates Hessen in der Weimarer Republik.

## Familie
Franz Gruber war der Sohn des Maurers Georg Gruber und dessen Frau Karoline geborene Mörsfelder. Am 16. Dezember 1900 heiratete er in Worms Anna Maria geborene Feik. Franz Gruber war zunächst katholischer Konfession und wurde später als konfessionslos geführt.

## Ausbildung und Beruf
Franz Gruber besuchte die Volksschule und arbeitet bis 1919 als Maurergeselle. 1919 bis 1933 war er Angestellter des Bauarbeiterverbands in Bad Kreuznach.

## Politik
Franz Gruber war 1902 bis 1919 sowie 1920 bis 1928 Vorsitzender der SPD in Bad Kreuznach. 1907 bis 1911 war er dort auch Vorsitzender des Gewerkschaftskartells.
Kommunalpolitisch war er 1909 bis 1919 als Stadtverordneter in Alzey und später als Beigeordneter, Kreistags- und Kreisausschussmitglied tätig. 1919 bis 1920 gehörte er dem Landtag an. Am 21. Juli 1920 rückte Karl Neff für ihn in den Landtag nach. Reichstagskandidaturen 1924, 1924 II, 1928, 1930 jeweils im Wahlkreis 21 (Koblenz-Trier) blieben erfolglos.